# Tingel Tangel

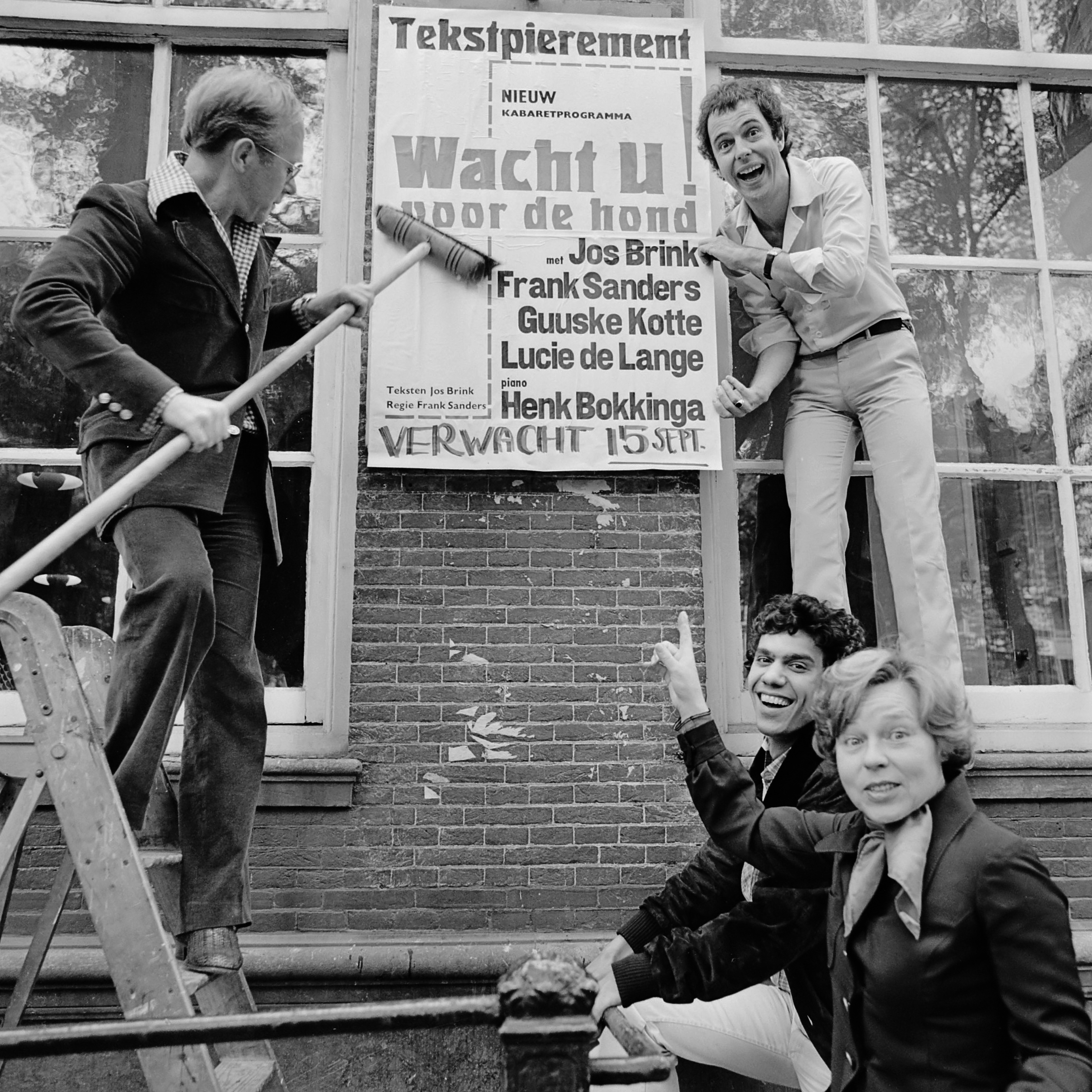
Jos Brink, Sieto Hoving, Marijke Hoving en Frank Sanders plakken een affiche bij Theater Tingel Tangel. (1977)

Tingel Tangel was de naam van een Nederlandse cabaretgroep en het gelijknamige theater in Amsterdam waar de groep optrad.
De cabaretgroep werd in 1957 door Sieto Hoving opgericht. Hoving verbouwde enkele lokalen in een school aan de Nieuwezijds Voorburgwal - een vroegere burgemeesterswoning van Amsterdam - tot een klein theater met 145 plaatsen. Het theater werd genoemd naar de cabaretgroep. De groep speelde er, in wisselende samenstelling, tot in de jaren '80. In 1989 werd het theater verkocht aan Paul Haenen en Dammie van Geest, die er het Betty Asfalt Complex in vestigden. Vele bekende Nederlandse cabaretiers zijn bij Tingel Tangel begonnen. 

## Discografie
- Hausse Hausse Hoera (1961)
- Internatio - 100 jaar handel 1863-1963 (1963)
- Niet voor lange tenen (1964)
- Zotten en Wijzen (1967)
- Burgers op de bres (1971)
- Waartoe? Waarheen? (1971)

## Bekende medewerkers van Tingel Tangel
- Adèle Bloemendaal
- Maria de Booy
- Maya Bouma
- Willem Breuker
- Soesja Citroen
- Paul Deen
- Marijke Hoving
- Donald Jones
- Frits Lambrechts
- Tineke van Leer
- Albert Mol
- Diny de Neef
- Rob de Nijs
- Harry Sacksioni
- Astrid Seriese
- Conny Stuart